# 吹響吧！上低音號
《吹響吧！上低音號》是武田綾乃创作的日本小說系列作品，插畫為淺田妮姬。
2013年12月5日，宝岛社出版发行了该系列的首作《吹響吧！上低音號～歡迎加入北宇治高中管樂團～》。2015年3月5日，小說第2卷《吹響吧！上低音號2～北宇治高中管樂團的最熱的夏天～》發行。同年4月发行第3卷《吹響吧！上低音號～北宇治高中管樂團最大的危机》，6月《北宇治高中管樂團的秘密故事》发行。之后分别于2016年10月6日出版续作《吹响吧！上低音号～波乱的第二乐章》前后作在于2017年9月与10月发表。此外2016年8月与9月还发表了《吹响！上低音号～欢迎来到立华高中管乐团～》的前后篇。截至2015年3月，系列小說已發行18萬冊。
2015年4月以小说首作为基础，京都動畫制作、石原立也监督的的同名電視動畫開播。2016年4月23日劇場版動畫電影公開上映，內容為電視動畫的總集篇。同年即2016年10月電視動畫第2期開播。2017年9月30日將上映第2期动画的总集篇的劇場版。之后公布将于2018年將順次上映完全新作的电影《莉茲與青鳥》、《吹响吧！上低音号～誓言的终章～》。此后，于2019年6月1日，京都动画宣布一个关于久美子三年级故事的新动画企划正在进行，將作為第3期電視動畫於2024年4月起播放。動畫電影《吹響吧！上低音号～合奏團競賽篇～》於2023年8月4日起在日本公開上映。

## 故事背景
本作以作者的出生地京都府宇治市為舞台，描繪了將青春汗水揮灑在管樂上的高校生真實的生活場景，是一個有著有關社團成員們面臨比賽與戀愛、夥伴之間的衝突、與父母意見分歧等青春期特有煩惱的故事。隨著一名年輕的新顧問老師訂定「全國大會出場」的社團奮鬥目標，故事以電視劇一般的輕鬆筆調依次展開。作者自己在中學時代参加過管樂團，執筆期間曾回到母校京都府立嵯峨野高等学校的管樂團取材。作品對宇治市裡有名的場所及活動都有所描述，諸如京阪电车宇治站與縣祭，以及俗稱「大吉山」的佛德山等。

## 故事概要
久美子在初中時對同是管樂團成員的高坂麗奈失言，因而一直耿耿於懷，更為此而選擇了很少同學升讀的高中。久美子进入北宇治高校，然而開學首日中，她听见北宇治管樂團的演奏却是不濟。本來打算一切重新開始的久美子，卻在參觀管樂團練習時再次遇見麗奈。 
後來，久美子虽因自身爱好和麗奈加入了北宇治高中管樂團，但等待她的却是曾经管樂團强校的末路。虽学生大都以“晉級全国大賽”为目标，在顾问瀧昇的指导下从早到晚练习，惟实问题不断。剧情就是讲述这些少年少女的青春及纠葛的日常。

## 登場角色
角色班級是指登場時或電視動畫時間，但在後續故事都升級了。

### 主要人物
黃前久美子（聲：黑澤朋世）
一年級生，使用的樂器是粗管上低音號。因為憧憬水手服而進入北宇治高中就讀。初中時是管樂團的成員，進入高中後同樣加入管樂團。較為沒有主見，有著想說什麼就說什麼的習慣，被麗奈說「久美子的性格真是糟糕呢」。以前曾在東京居住過，會使用該地區罕見的標準語。
原作小說第四卷接受了秀一的告白，兩人正式發展為情侶。之后被委任为管樂團团长，为了带领社团夺取全国大赛金奖的重任而专心社务，小說第九卷兩人暂时停止交往。最終卷全國大賽結束後，久美子重新對秀一告白，兩人重新開始交往。
加藤葉月（聲：朝井彩加）
一年級生，使用的樂器是低音號。初中時代是網球社成員，在樂器方面完全是初學者。個性開朗活潑，是眾人中的氣氛製造者。暗戀秀一，之後向秀一表白但被婉拒了。
川島綠輝（聲：豐田萌繪）
一年級生，使用的樂器是低音提琴。初中時就讀的「聖女中等学院」，是有名的千金小姐學校，並且是管樂的名校。實力亦非虛有其表，在聖女是低音提琴的正選成員。對低音提琴有著非一般的熱情，是個會練習至手指出血的努力家。為了把帶給自己歡樂的樂器演奏延續下去，因此加入管樂團。名字需要读成“sapphire”，對於自己的名字非常介意，總是用「綠（みどり）」自稱和要求别人如此称呼。
高坂麗奈（聲：安濟知佳）
一年級生，使用的樂器是小號。與久美子就讀同一間初中，父親為知名小號演奏家。從小於父親要求下開始吹奏小號，上高中決定在管樂團繼續吹奏下去。其演奏實力在高中生中出類拔萃，自己也對音樂相關事務要求嚴格，但不善於人際關係。暗戀瀧老師，也因此無法忍受別人說他的壞話，但同時亦對久美子有超越一般同性朋友的情感。曾說過「為了成為與眾不同的人，所以我吹小號」。在小說第三本中從瀧老師口中得知瀧老師前妻一事。

### 北宇治高中管樂團
田中明日香（聲：壽美菜子）
三年級生，使用的樂器是粗管上低音號。副樂團長，負責帶領樂團低音分部的職務。統率能力十分高，但並不想成為樂團長或副樂團長。曾說連當上副樂團長都是被百般請求才願意擔任副樂團長一職。一直在樂團的衝突中保持中立，從不講自己的想法。紅框眼鏡為其标志。
父母在2岁时离异，小时候时收到了父亲寄来的自用上低音号和笔记，因此学习了吹上低音号，但也被其母亲所厌恶，以答应保持成绩不退步来维持吹上低音号的承诺。当得知全国大会的评委有其父亲，为了见上父亲一脸而努力带领管乐团冲击全国大会，但也因此激怒了母亲而被迫暂时退出社团活动，最终在模拟考中保持水平而与母亲谈判得以继续。
小笠原晴香（聲：早見沙織）
三年級生，使用的樂器是上低音薩克斯風。樂團長，並為薩克斯風分部的部長。性格溫柔親切，作為樂團長包容整個樂團。由于性格柔弱，所以曾推选明日香担当部长但没被接受，對自己作為團長自信心不足。
中世古香織（聲：茅原實里）
三年級生，使用的樂器是小號。樂團小號分部的領隊。被晴香喻為管樂團的瑪丹娜，受很多人仰慕。一直希望能在音樂會上獨奏，卻因各種因素屢次沒有被選中。當眾與麗奈比試之後，被瀧老師問是否想擔任獨奏，但最後決定讓給實力較強的麗奈。
塚本秀一（聲：石谷春貴）
一年級生，使用的樂器是長號。與久美子和齋藤葵是青梅竹馬。與久美子和麗奈就讀同一間初中，並同樣是管樂團的成員。暗戀久美子。
原作小說第四卷向久美子告白並被接受，兩人正式發展為情侶。小說第九卷兩人停止交往，后在小説完結時復合。
後藤卓也（聲：津田健次郎）
二年級生，使用樂器是低音號。身材高大，性格寡言、認真。和梨子是情侶，但本人以為大家都不知道這件事。
明日香畢業後；擔任低音分部的領隊。
長瀨梨子（聲：小堀幸）
二年級生，使用樂器是低音號。溫柔的指導葉月，低音部的療癒系。和卓也是情侶。
中川夏紀（聲：藤村鼓乃美）
二年級生，與希美是好朋友。雖然是來自管樂強校市立南中，但是高中才開始參加管樂團，使用的樂器是粗管上低音號。在一開始不怎麼認真參與社團活動，但被管樂團內部新的氣氛感染之下也開始認真練習。
曾经因为帮嘴责怪高年级的社员，导致希美等低年级退团而后悔，所以為了贖罪，努力請求明日香讓希美回团。
在三年级毕业退出后被指定担任新副团长。
吉川優子（聲：山岡百合）
二年級生，來自管樂強校市立南中，使用的樂器是小號。非常仰慕學姐香織。对丽奈纯熟的小号吹奏能力十分嫉妒，时常以上辈的身份打压。曾经怀疑丽奈借与瀧老师相熟而获得競演比赛的独奏机会，而迫使瀧老师进行第二次小号独奏选拔。為了讓香織學姐獲得獨奏機會，而偷偷在第二次獨奏選拔前拜託麗奈把這個機會讓給香織，但被麗奈拒絕。
將霙視為朋友，也知道霙有心靈創傷，并希望作为希美的替代。
在三年级毕业退出后被指定担任新团长。
加部友惠（聲：田所梓）
二年級生，使用的樂器是小號。
在劇場版中(這時已升三年級)，與久美子一起負責新生指導。其後因為身體原因，主動放棄參加選拔，轉而承擔社團經理的工作。
齋藤葵（聲：日笠陽子）
三年級生，使用樂器是次中音色士風。與久美子是總角之交，兩人獨處時久美子會稱呼其「小葵」。為了考試而上補習班，最後選擇退出了管樂團。
傘木希美（聲：東山奈央）
二年級生，來自管樂強校市立南中，使用的樂器是長笛。一年級時，滿腔熱誠地與同樣來自管樂強校市立南中的朋友一起，想改革弱小的北宇治高中管樂團，但最終因為忍受不了當時的顧問採取不問實力只按輩份來選拔參賽成員的方針，以及高年級生不認真練習的態度而退出了。
將明日香視為特別的存在，一直不斷希望藉由明日香的准許回到管樂團。在瀧老師成為顧問並改革之後希望返回管樂團，幫上明日香的忙。
與霙是國中好友。但由於自身擁有許多朋友加上未將退團一事告知霙。以致霙以為自己從不受到重視，導致她十分嚴重的心結，希美卻一直沒有察覺。而這也是明日香不希望希美回樂團的主要原因。最终和霙解释清楚后解开了霙的心结，也最终得到允许回到乐团。
「才能」遠低於霙。兩人之間複雜的情感導致第二次全國大賽自選曲中，兩人樂聲應答出現違和。
鎧塚霙（聲：種崎敦美）
二年級生，來自管樂強校市立南中。故事的第一年曾是北宇治高中管樂團中唯一使用雙簧管的人。
初中時，因為性格陰沈而沒有朋友，後來被希美邀請加入管樂團。視希美為很重要的朋友，但也意識到自己只是希美眾多朋友其中一員。初中三年級的時候，希美向霙說「入讀高中之後，一定要取得金獎」。但後來希美卻退出了管樂團，而自己竟然是透過希美其他朋友得知。霙感到自己對希美的友誼竟如此薄弱。以致開始無法面對希美，深怕看到自己以為的真相。對希美的恐懼已經到「光看就想嘔吐」的地步。只好將樂器視為與希美唯一的聯繫，繼續留在管樂團。
以為優子接近自己是因為看自己可憐，所以不視其為朋友。後經過與優子和希美的對話解開心結。
在劇場版中揭露，其雙簧管實力已強至會無意識的顧慮配合希美的長笛，但此舉導致合奏出現斷層。
釜屋燕（聲：大橋彩香）
一年級生，使用的樂器是打擊樂（馬林巴）。
在特別篇《合奏團競賽篇》中已升入二年級，準備合奏團競賽的社內競選時加入久美子所在的小組。
黑江真由（聲：戶松遙）
來自清良女子高中的轉學生，小說最終樂章及動畫第三季登場，新三年級生（與久美子同年級），使用的樂器是粗管上低音號。在關西大賽前和久美子比試中得勝，成為該項賽事的獨奏者，刺激久美子競争心要在全國大賽中爭取獨奏出賽權，原作小說中是由久美子獲得全國大賽獨奏權，但動畫改編則是真由獲得。
瀧昇（聲：櫻井孝宏）
北宇治高中管樂團顧問，剛剛履新赴任。34歲，在音樂學院畢業，學生時代吹奏的樂器為長號。首次見到社員時詢問了社員的意見，便立下「目標是全國大會」的宣言並開始指導。
身材高大並且樣貌俊俏，但由於對管樂團指導十分嚴苛，因此只在「不是管樂團的女學生」中人氣很高。
已過世的妻子是北宇治高中的畢業生，而且是管樂團成員。在妻子過世的時候曾經一度放棄音樂。
瀧昇的妻子在校的三年間也能去到全國大賽，但都沒有得到金獎。因此瀧昇的妻子希望成為老師，帶領母校在全國大賽奪得金獎，但可惜未能達成便因病去世。
由於瀧昇本身不是北宇治高中的學生，而他當時與爸爸瀧透的關係不太好，因此北宇治高中曾經在爸爸的指導下有過輝煌成績的事，也是從妻子口中得知。瀧昇到北宇治高中上任後，決心完成亡妻未圓的夢想。
松本美知惠（聲：久川綾）
北宇治高中管樂團副顧問。久美子等人的班主任老師，被學生稱呼為「鬼軍曹」。
梨香子
北宇治高中管樂團前顧問。因為產子而休假，由瀧昇老師接任。由於採取不管實力，高年級生優先參賽的方針，而令認真練習的團員不滿，最終導致管樂團內部分裂。
橋本真博（聲：中村悠一）
管樂團暑假期間協助指導，打擊樂的職業樂手。北宇治高中的畢業生、瀧昇同屆大學同學。指導、溝通能力高。愛穿花俏的衣服。
新山聰美（聲：桑島法子）
瀧昇同一大學的後輩，擅長長笛演奏。在管樂團暑假期間協助指導木管樂器。
橋本與瀧昇是同輩，但新山是後輩。對瀧的亡妻千尋懷有超越同性朋友的情感。

#### 新一年級生（久美子二年級時）
剑崎梨梨花（聲：杉浦栞）
使用的樂器是双簧管。看上去像是辣妹，但实际上性格和语气都很软柔，作为鎧塚霙的唯一后辈，而努力希望与霙搞好关系。与久石奏关系很好。也和同年级吹奏大管的组员组成双簧乐器会，经常一起玩。
久石奏（聲：雨宫天）
使用的樂器是粗管上低音號。待人彬彬有礼，擅长交流，总是带着微笑，但也有流露出小恶魔的性格。吹奏技能比夏纪好。与剑崎梨梨花关系很好。
鈴木美玲（聲：七瀨彩夏）
使用的樂器是低音號。身高是社部最高的，待人冷淡，不容易融入周遭氛围。南宇治初中毕业，吹奏技能很好。与鈴木五月同姓同小学同学，但两人并无亲属关系。
鈴木五月（聲：久野美咲）
使用的樂器是低音號。与鈴木美玲同姓同小学同学，但两人并无亲属关系。和叶月是相同的初中，比美玲矮20厘米，性格待人随和。吹奏技能不太好。
月永求（聲：土屋神叶）
使用的樂器是低音提琴。样貌偏女性化的男生。祖父是著名吹奏乐指导者，似乎由于不想与祖父扯上关系而选择就读祖父不在的北宇治高中，也不喜欢别称呼他的姓氏。由于没有系统性的教导，演奏技术上有不太好的习惯。與川島綠輝關係很好。

#### 新一年級生（久美子三年級時）
釜屋雀（聲：夏川椎菜）
使用的樂器是低音號。釜屋燕的妹妹。
上石彌生（聲：松田彩音）
使用的樂器是低音號。
針谷佳穗（聲：寺澤百花）
使用的樂器是粗管上低音號。
義井沙里（聲：陶山惠實里）
使用的樂器是單簧管。

### 其他
佐佐木梓（聲：田所梓）
立華高中一年級生。與久美子初中時同為北中管樂團的成員。高中則進入在儀樂隊方面相當有名的立華高中就讀。使用樂器為長號。
黃前麻美子（聲：沼倉愛美）
久美子的姐姐，大學三年級生。有吹奏長號的經驗。也是妹妹吹奏的启蒙者。
中三的時候，因為父母希望她入讀理想的大學，而無奈地放棄音樂。對於久美子到了高中仍可繼續参加音樂活动，感到不是滋味。
當看到久美子成功去到全國大賽時，內心一直以來壓抑著的想法終於爆發，並決定為了成為美容師這個夢想而輟學。
黃前健太郎（聲：中博史）
久美子的父親。反對麻美子大學輟學改去讀美容師專門學校。並說假如無論如何也要輟學的話，麻美子必須離家自立，生活費和學費等等也自己想辦法。
黃前明子（聲：七緒春日）
久美子的母親。反對麻美子大學輟學，但不希望女兒脫離家庭。
川島琥珀（聲：千菅春香）
綠輝的妹妹，姊妹長相像相似，年齡相差甚遠。
進藤正和
田中明日香的父親。已離婚。粗管上低音號的職業樂手，也是這一屆全日本管樂大賽的評審員之一。
田中明美（聲：渡邊久美子）
田中明日香的母親。與丈夫離婚後，獨力撫養明日香。極力反對明日香吹已離婚的丈夫送來的粗管上低音號。

## 用語
北宇治高中
位於京都府宇治市的高中，本作主舞台，原型为京都府立菟道高等學校。男子為立領制服，女子為水手服。久美子因憧憬水手服而就讀此校。
北宇治高中管樂社
久美子等人入社時有三十五位三年級生，十八位二年級生，二十五位一年級生。在故事开展的前一年，當時的三年級（現在已畢業）與一年級（現在是二年級）對立，最終一年級社員大量退社，導致故事发生时的二年級生人數特別少。
立華高中
京都的管樂團強校，也是關西大會的常客。採用水色的制服，因其行進間的表演與舞蹈不容小覷，在京都的管樂團界中有著「水色的惡魔」之稱。
“立華”这里是使用音读rikka，其訓讀則念做tachibana，同是“橘”的訓讀。所以实际上立華高中影射了现实的京都橘高中，而其片中被譽為「水色惡魔」的立華高中管樂隊，其原型也就是现实的“橘色惡魔”京都橘高中管乐队。以一路微笑一路跳舞的高難度吹奏而聞名全國，從而多次奪得全國金賞的強校 , 亦多次受邀到海外表演。
洛秋高中
近十年名氣與實力不斷攀升，並能與立華高中分庭抗禮的京都管樂團強校。
明静工科高中
大阪的管樂團名校。經常在關西大賽被選為關西代表，晉級至全國大賽的「御三家」之一。
校名影射現實存在的明淨學院高中，與淀川工科高中，兩者拼湊而成。
大阪東照高中
大阪的管樂團名校。經常在關西大賽被選為關西代表，晉級至全國大賽的「御三家」之一。
校名影射現實存在的大阪桐蔭高中。
秀塔大學附屬高中
大阪的管樂團名校。經常在關西大賽被選為關西代表，晉級至全國大賽的「御三家」之一。但在這屆失手，關西代表的席位被北宇治奪去了。
清良女子高中
小说第三集出场的九州的强豪女校。
和立華高中类似，“清良”的读音是seira，“精華”的读音是seika，也是影射了现实中位于九州福冈，以吹奏乐部著称的精华女子高等學校。
现实中的精华女子高中是全国大会（全日本吹奏乐大赛）金奖的常客，另在全日本行进吹奏乐比赛中从未失手，连续19次获得金奖。
南宇治高中
久美子許多初中畢業同學升讀的高中。

## 出版書籍

### 小說
| 冊數 | 寶島社 | 寶島社        | 寶島社                 | 麥田出版                 | 麥田出版       | 麥田出版               | 台海出版社                                | 台海出版社   | 台海出版社             |
| 冊數 | 副標題 | 初版發售日期  | ISBN                   | 副標題                   | 初版發售日期   | ISBN                   | 副標題                                    | 初版發售日期 | ISBN                   |
| ---- | ------ | ------------- | ---------------------- | ------------------------ | -------------- | ---------------------- | ----------------------------------------- | ------------ | ---------------------- |
| 1    |        | 2013年12月5日 | ISBN 978-4-8002-1747-9 | 歡迎加入北宇治高中管樂社 | 2017年10月26日 | ISBN 978-9-8634-4508-1 | 欢迎加入北宇治高中吹奏乐部                | 2021年7月    | ISBN 978-7-5168-3048-2 |
| 2    |        | 2015年3月5日  | ISBN 978-4-8002-3906-8 | 最火熱的夏天             | 2018年8月30日  | ISBN 978-9-8634-4580-7 | 北宇治高中吹奏乐部的火热之夏              | 2021年10月   | ISBN 978-7-5168-3050-5 |
| 3    |        | 2015年4月4日  | ISBN 978-4-8002-3982-2 | 最大的危机               | 2019年1月23日  | ISBN 978-9-8634-4614-9 | 北宇治高中吹奏乐部最大的危机              | 2022年5月    | ISBN 978-7-5168-3281-3 |
| 4    |        | 2015年5月25日 | ISBN 978-4-8002-4119-1 |                          |                |                        | 北宇治高中吹奏乐部的秘话                  | 2023年6月    | ISBN 978-7-5168-3538-8 |
| 5    |        | 2016年8月4日  | ISBN 978-4-8002-5872-4 |                          |                |                        |                                           |              |                        |
| 6    |        | 2016年9月6日  | ISBN 978-4-8002-5874-8 |                          |                |                        |                                           |              |                        |
| 7    |        | 2016年10月6日 | ISBN 978-4-8002-6226-4 |                          |                |                        |                                           |              |                        |
| 8    |        | 2017年8月26日 | ISBN 978-4-8002-7489-2 |                          |                |                        | 北宇治高中吹奏乐部波澜起伏的第二乐章 前篇 | 2022年10月   | ISBN 978-7-5168-3370-4 |
| 9    |        | 2017年10月5日 | ISBN 978-4-8002-7491-5 |                          |                |                        | 北宇治高中吹奏乐部波澜起伏的第二乐章 后篇 | 2022年10月   | ISBN 978-7-5168-3369-8 |
| 10   |        | 2018年4月5日  | ISBN 978-4-8002-8301-6 |                          |                |                        | 北宇治高中吹奏乐部的真话                  | 2023年6月    | ISBN 978-7-5168-3550-0 |
| 11   |        | 2019年4月17日 | ISBN 978-4-8002-9399-2 |                          |                |                        | 北宇治高中吹奏乐部决意的最终乐章 前篇     | 2024年6月    | ISBN 978-7-5168-3680-4 |
| 12   |        | 2019年6月22日 | ISBN 978-4-8002-9401-2 |                          |                |                        | 北宇治高中吹奏乐部决意的最终乐章 后篇     | 2024年6月    | ISBN 978-7-5168-3681-1 |
| 13   |        | 2021年2月13日 | ISBN 978-4-2990-1351-4 |                          |                |                        |                                           |              |                        |
| 14   |        | 2024年6月27日 | ISBN 978-4-2990-5621-4 |                          |                |                        |                                           |              |                        |

### 漫畫
該小說改編的，由武田綾乃擔任原作、負責作畫的漫畫於2014年11月起在日本寶島社旗下的《這本漫畫真厲害！WEB》上連載。
- 第1期《吹響！悠風號 歡迎來到北宇治高中吹奏樂部》连载时间：2014年11月28日至2015年10月30日
- 第2期《吹響！悠風號 北宇治高中吹奏樂部最熱的夏天》连载时间：2016年1月15日至9月16日
- 第3期《吹響！悠風號 北宇治高中吹奏樂部最大的危機》连载时间：2016年10月21日至2017年7月21日

| 冊數  | 寶島社         | 寶島社                 |
| 冊數  | 初版發售日期   | ISBN                   |
| ----- | -------------- | ---------------------- |
| 卷一1 | 2015年4月3日   | ISBN 978-4-8002-3968-6 |
| 卷一2 | 2015年6月3日   | ISBN 978-4-8002-4183-2 |
| 卷一3 | 2015年11月12日 | ISBN 978-4-8002-4891-6 |
| 卷二1 | 2016年9月8日   | ISBN 978-4-8002-6020-8 |
| 卷二2 | 2016年10月11日 | ISBN 978-4-8002-6024-6 |
| 卷三1 | 2017年7月20日  | ISBN 978-4-8002-7443-4 |
| 卷三2 | 2017年8月26日  | ISBN 978-4-8002-7612-4 |

## 電視動畫
電視動畫以簡化的《吹響吧！上低音號》為標題，2015年4月7日開始在TOKYO MX、SUN電視台、京都放送、愛知電視台、BS11等獨立電視網播出。網路播放有NICONICO生放送、NICONICO頻道、DOCOMO动画商城。後在發行的DVD&Blu-ray收錄映像特典短篇動畫，標題名為《管樂團的日常》（吹奏楽部の日常）。
2016年4月23日，電視動畫第1期總集篇，由松竹公司發行的動畫電影《吹响吧！上低音号～欢迎来到北宇治高中吹奏乐部～》在日本上映，最終票房2億3000萬日圓。同年10月至12月，電視動畫第2期《吹響吧！上低音號2》開始放送。
2017年9月30日，以電視動畫第2期的部份內容為基礎，加上新增內容的動畫電影《吹响吧！上低音号～想要传达的旋律～》在日本上映，最終票房1億3400萬日圓。
2018年，規劃將有2部動畫電影依次上映，動畫電影《莉茲與青鳥》、《吹响吧！上低音号～誓言的终章～》已分別於2018年4月21日、2019年4月19日在日本上映。
2022年，宣布新作中篇動畫「合奏團競賽篇」及電視動畫第3期「久美子三年級篇」的放映消息。中篇動畫《特別篇 吹響吧！上低音號～合奏團競賽篇～》於2023年8月4日發售藍光光碟及劇場上映，電視動畫第3期《吹響吧！上低音號3》已經開始於2024年4月起播放。

### 製作

#### 构思
《吹响吧！上低音号》（下文简称《吹响》）的动画第1期由曾执导了Key社系列动画化作品、《凉宫春日的忧郁》等作品的石原立也担任导演，以及导演了动画《轻音》和电影《玉子爱情故事》并有获奖史的山田尚子出任系列演出。二人用一种“互补的方式”来进行创作。由花田十辉担任剧本统筹。
石原立也谈到《吹响》动画第1期在制作初期风格处于探索阶段。因为原作属于比较纯粹的小说，而动画的播放定档在以动画爱好者为受众的深夜播出，所以一开始在制作时偏向了搞笑风格。最后在探索中形成了以“描绘全力以赴地进行社团活动的高中生”的追求真实性的风格。在石原眼中学生时代是“人们一生中最美好和精彩的时期”，身心也会发生很大变化，所以他内心有去描绘小说中这群少女们的内心活动以及其中的微妙之处的想法。在后期的访谈裡石原坦言“女孩子之间的关系和友情”，他其实并不太擅长，为此山田的女性视角弥补了石原的男性视角的不足，让这一方面有了更加正面与接近真实的描绘。此外《吹响》的故事发生就发生在京都动画公司本社所在位置的附近，公司内部部分社员也有制作以京都为舞台的作品的想法。
鉴于动画有别于小说是“用画面描述状况”，在安排上便更加注重全局及场面的全貌，这在剧中许多情节都有体现，此外在第1期结束时也尽力“营造出了她们的故事仍将继续的气氛”。第1期便由原著的第一卷整体和短篇的部分相关情节进行了改编。制作团队也为吹奏社团的六十四位成员包括姓名都进行了设定，花田十辉对此曾表示如果有机会，想让所有成员都说句台词。
在真实性上，石原表示能让作品富有现实感是他追求的目标，但他反对认为动画应真实的观点，而应让动画表现出有“现实味的虚构”氛围。这便使得会出现严肃的跨越几集的情节，于是在花田十辉的安排下在每一集的结尾后增加了由女主角“下一首乐曲曲开始了”的独白，给观众一种希望而减少忧郁情绪。
在台词的安排上，山田也发挥了重要的作用。花田表示他在创作剧本时一般会把对话写的有条不紊而且富有逻辑性，这在后期录音时，音响导演鹤冈阳太便曾不时指出了这样不太符合女高中生风格，所以在创作时会反向思考。同时为将对话变得有青春和随意感，这项任务便交给了具有这方面才能的山田，这方面石原认为山田虽然身为女性但十分喜欢高中女生。原作中出现了带有宇治地方音的京都方言，但在动画中都改为了标准的日本语。

#### 动画制作
虽然使用CG会使乐器演奏场面的作画变得简易和立体化，但出于保持与是由手绘完成的角色们保持亲和性，《吹响》里乐器基本上由手绘构成，而小的乐器由CG作画。因为公司就位于京都，所以“背景和画面流露出真实的空气感”成为了制作团队共同的想法。石原在访谈中也提到作画人员很辛苦，甚至在作画后期让人感觉可怕。
在背景印象上采用了旧式的柯达胶卷拍摄的效果，从而提高了画面的对比度，以及使得阴影部分会显得很暗。同时考虑到吹奏社团女性成员占主，这种方式便让背景色彩增添了男性化的风格，做到一定的平衡。

### 製作人員
- 原作：武田綾乃（寶島社文庫《吹響吧！上低音號～歡迎加入北宇治高中管樂團～》）
- 監督：石原立也
- 系列構成、劇本：花田十輝
- 角色設計：池田晶子
- 系列演出：山田尚子
- 美術監督：篠原睦雄
- 色彩設計：竹田明代
- 樂器設定、樂器作畫監督：高橋博行
- 攝影監督：高尾一也
- 音響監督：鶴岡陽太
- 音樂：松田彬人
- 動畫製作：京都動畫
- 製作：「吹響吧！」製作委員會（京都動畫、波麗佳音、Lantis、樂音舍）

### 主題曲
第1期
片頭曲「DREAM SOLISTER」
作詞：唐澤美帆，作曲、編曲：加藤裕介，主唱：TRUE
片尾曲
作詞、作曲：ZAQ，編曲：高田曉，主唱：北宇治四重奏（黃前久美子（黑澤朋世）、加藤葉月（朝井彩加）、川島綠輝（豐田萌繪）、高坂麗奈（安濟知佳））
第8話未使用。
片尾曲「DREAM SOLISTER (Wind Orchestra ver.)」
作曲：加藤裕介，編曲：松田彬人
第13話使用。
第1期總集篇劇場版《吹响吧！上低音号～欢迎来到北宇治高中吹奏乐部～》
主題曲「DREAM SOLISTER Movie.ver」
作詞：唐澤美帆，作曲：加藤裕介，編曲：松田彬人，主唱：TRUE
第2期
片頭曲
作詞：唐澤美帆，作曲：渡邊拓也，編曲：EFFY，主唱：TRUE
片尾曲
作詞、作曲：ZAQ，編曲：高田曉，主唱：北宇治四重奏（黃前久美子（黑澤朋世）、加藤葉月（朝井彩加）、川島綠輝（豐田萌繪）、高坂麗奈（安濟知佳））
第9話未使用。
第2期總集篇劇場版《吹响吧！上低音号～想要传达的旋律～》
主題曲「サウンドスケープ TRUE & Wind Orchestra Ver.」
作詞：唐澤美帆，作曲：渡邊拓也，編曲：松田彬人，主唱：TRUE
劇場版《吹響吧！上低音號～誓言的終章～》
主題曲「Blast!」
作词：TRUE（唐泽美帆），作曲、编曲：加藤裕介，主唱：TRUE（唐泽美帆）
特別篇《吹響吧！上低音號～合奏團競賽篇～》
主題曲「アンサンブル」
作词：作词：TRUE（唐泽美帆），作曲、编曲：渡边拓也，主唱：TRUE（唐泽美帆）
第3期
片頭曲
作词：唐泽美帆，作曲：（SUPA LOVE）、hisakuni（SUPA LOVE），编曲：铃木雅也、曾木琢磨（SUPA LOVE）、山本拓夫，主唱：TRUE（唐泽美帆）
第1话未使用
片尾曲
作词、作曲：ZAQ，编曲：白户佑辅，主唱：北宇治四重奏（黄前久美子（黑泽朋世）、加藤叶月（朝井彩加）、川岛绿辉（丰田萌绘）、高坂丽奈（安济知佳））
第1话、第4話未使用

### 劇中曲
第1期
「暴坊將軍主題曲」（第1話）
作曲：菊池俊輔，編曲：松田彬人
「地獄中的奧爾菲斯 天國與地獄序曲」（第1話、第12話）
作曲：賈克·奧芬巴哈，編曲：艾佛·列特
「海軍進行曲」（第3話、第4話）
作曲：J.M.Fulton，編曲：小島里美
「第9交响曲《來自新世界》 第2樂章」（第3話）
作曲：安東寧·德弗札克
「美中之美進行曲」（第5話）
作曲：約翰·菲利普·蘇沙
「登山纜車」（第5話）
作曲：路易吉·登扎（Luigi Denza）
「雷电」（第5話）
作曲：高橋幸宏，編曲：和田直也
（三日月之舞）（第6話－第13話）
作曲、編曲：堀川奈美惠（松田彬人）
「一閃一閃亮晶晶」（第6話）
作曲：法國民謠，編曲：松田彬人
（找到愛的地方）（第8話）
作曲：奧華子，編曲：松田彬人
「普羅旺斯之風」（第10話、第13話）
作曲、編曲：田坂直樹
（節錄自交響組曲舍赫拉查達）（第13話）
作曲：里姆斯基-科萨科夫　編曲：真島俊夫
（第13話）
作曲、編曲：松田彬人
第2期
（三日月之舞）（第1話－第5話、第7話－第9話、第13話）
作曲、編曲：堀川奈美惠（松田彬人）
「學園天國」（第1話、第6話）
作曲：井上忠夫，編曲：松田彬人
「第4號交響曲 (柴可夫斯基)」（第1話）
作曲：彼得·伊里奇·柴可夫斯基
「韃靼人舞曲」（第1話、第2話、第5話）
作曲：亞歷山大·波菲里耶維奇·鮑羅定
「普羅旺斯之風」（第3話、第5話）
作曲、編曲：田坂直樹
（吹響吧！上低音號）（第3話、第9話、第13話）
作曲、編曲：進藤正和(松田彬人)
「帕格尼尼主題狂想曲」（第5話）
作曲：謝爾蓋·拉赫曼尼諾夫
「你是天然色」（第6話）
作曲：大瀧詠一
「寶島」（第7話）
作曲：和泉宏隆，編曲：真島俊夫
「美國巡邏兵進行曲」（第8話）
作曲：F. W. Meacham，編曲：小島里美
「北宇治四重奏 第1號 粗管上低音號」（第8話）
作曲、編曲：松田彬人
「Starting the project」（第13話）
作曲、編曲：松田彬人
第3期總集篇劇場版《吹響吧！上低音號～誓言的終章～》
（广播体操第一）
作曲：服部正
（这是我的生存之道）
作曲：奥田民生，编曲：松田彬人
Samba de Loves You
作曲、编曲：数原晋
（歌剧《图兰朵》选段）
作曲：贾科莫·普契尼，编曲：后藤洋
Bolero（博莱罗舞曲）
作曲：莫里斯·拉威尔，编曲：Jay Bocook
（利兹与青鸟）
作曲：松田彬人，编曲：黑田贤一
（Jesus, Joy of Man's Desiring）
作曲：约翰·塞巴斯蒂安·巴赫，编曲：岛津秀雄
（愉快的大号）
作曲：松田彬人
（北宇治四重奏 第四曲 小号）
作曲：松田彬人
（吹响！上低音号）
作曲：松田彬人
特別篇《吹響吧！上低音號～合奏團競賽篇～》
（OMENS OF LOVE）
作曲：和泉宏隆，编曲：真岛俊夫
（《New Sounds in Brass》第14集收录的《OMENS OF LOVE》选段）

作曲、编曲：松田彬人

作曲、编曲：和田直也
（小步舞曲）
作曲：路德维希·范·贝多芬
第3期
（第1话）
作曲：东海林修
（第1话）
作曲：格伦·米勒，编曲：石仓雄太
「恋」（第1话）
作曲：星野源，编曲：乡间干男
（第2话）
作曲：松田彬人、石仓雄太
（第2话）
作曲：松田彬人、石仓雄太
（第2、5、6、8、9话）
作曲：戸川ヒデアキ(松田彬人)
（第4話）
作曲：米山正夫，編曲：福田陽介
「（愛的禮讚）」（第4話）
作曲：愛德華·埃爾加，編曲：本橋和樹
「（吹響！上低音號）」（第6、8、13話）
作曲：進藤正和（松田彬人）
「（韃靼人舞曲）」（第11話）
作曲：亞歷山大·鮑羅丁
（第13話）
作曲：江原大介
「（發現愛的地方）」（第13話）
作曲：奧華子 編曲：松田彬人

### 各話列表
| 話數     | 日文標題 | 大陆简体标题 | 台湾體標題         | 香港繁體標題 | 分鏡                       | 演出                       | 作畫監督                    |
| 第1期    | 第1期    | 第1期        | 第1期              | 第1期        | 第1期                      | 第1期                      | 第1期                       |
| -------- | -------- | ------------ | ------------------ | ------------ | -------------------------- | -------------------------- | --------------------------- |
| 第一回   |          |              |                    |              | 山田尚子                   | 山田尚子                   | 秋竹齊一                    |
| 第二回   |          |              |                    |              | 石原立也                   | 石原立也                   | 引山佳代                    |
| 第三回   |          |              |                    |              | 山村卓也                   | 山村卓也                   | 池田和美                    |
| 第四回   |          |              |                    |              | 石原立也 山田尚子          | 雪村愛                     | 植野千世子                  |
| 第五回   |          |              |                    |              | 三好一郎                   | 三好一郎                   | 丸木宣明                    |
| 第六回   |          |              |                    |              | 河浪榮作                   | 河浪榮作                   | 引山佳代                    |
| 第七回   |          |              |                    |              | 武本康弘                   | 武本康弘                   | 西屋太志                    |
| 第八回   |          |              |                    |              | 藤田春香                   | 藤田春香                   | 秋竹齊一                    |
| 第九回   |          |              |                    |              | 北之原孝將                 | 北之原孝將                 | 瀨崎利惠                    |
| 第十回   |          |              |                    |              | 山村卓也                   | 山村卓也                   | 池田和美、秋竹齊一          |
| 第十一回 |          |              |                    |              | 雪村愛                     | 雪村愛                     | 植野千世子                  |
| 第十二回 |          |              |                    |              | 三好一郎                   | 三好一郎                   | 丸木宣明                    |
| 最終回   |          |              |                    |              | 山田尚子                   | 河浪榮作                   | 引山佳代、秋竹齊一 瀨崎利惠 |
| 番外篇   |          |              |                    |              | 小川太一                   | 小川太一                   | 西屋太志                    |
| 第2期    |          |              |                    |              |                            |                            |                             |
| 第1回    |          |              |                    |              | 石原立也                   | 石原立也 藤田春香          | 秋竹齊一、岡村公平 角田有希 |
| 第2回    |          |              |                    |              | 武本康弘                   | 石立太一                   | 丸木宣明                    |
| 第3回    |          |              |                    |              | 山村卓也                   | 山村卓也                   | 池田和美                    |
| 第4回    |          |              |                    |              | 小川太一                   | 小川太一                   | 植野千世子、丸木宣明        |
| 第5回    |          |              |                    |              | 三好一郎 石原立也          | 三好一郎                   | 明見裕子、角田有希          |
| 第6回    |          |              |                    |              | 河浪榮作                   | 河浪榮作                   | 門脇未來                    |
| 第7回    |          |              |                    |              | 藤田春香                   | 藤田春香                   | 岡村公平、西屋太志          |
| 第8回    |          |              |                    |              | 北之原孝將                 | 北之原孝將                 | 角田有希                    |
| 第9回    |          |              |                    |              | 石立太一                   | 石立太一                   | 高瀨亞貴子                  |
| 第10回   |          |              |                    |              | 山村卓也                   | 山村卓也                   | 池田和美                    |
| 第11回   |          |              |                    |              | 藤田春香                   | 小川太一                   | 植野千世子                  |
| 第12回   |          |              |                    |              | 三好一郎 山田尚子          | 三好一郎                   | 明見裕子、丸子達就          |
| 最終回   |          |              |                    |              | 石原立也 山田尚子 河浪榮作 | 石原立也 山田尚子 河浪榮作 | 西屋太志                    |
| 第3期    |          |              |                    |              |                            |                            |                             |
| 第1回    |          |              | 崭新的上低音号     |              | 小川太一                   | 小川太一                   | 高桥真梨子                  |
| 第2回    |          |              | 三角切分           |              | 石原立也                   | 石原立也                   | 冈村公平                    |
| 第3回    |          |              | 水色前奏曲         |              | 以西芽衣                   | 以西芽衣                   | 門脇未來                    |
| 第4回    |          |              | 與你的練習曲       |              | 山村卓也                   | 山村卓也                   | 引山佳代                    |
| 第5回    |          |              | 二人的暮光         |              | 石立太一                   | 石立太一                   | 德山珠美                    |
| 第6回    |          |              | 波動的共振         |              | 北之原孝將                 | 北之原孝將                 | 丸木宣明                    |
| 第7回    |          |              | 夏日色彩的延長音   |              | 山村卓也                   | 山村卓也                   | 高橋真梨子                  |
| 第8回    |          |              | 苦惱的固定音型     |              | 以西芽衣                   | 宮城良                     | 門脇未來                    |
| 第9回    |          |              | 校不準的樂音       |              | 石立太一                   | 石立太一                   | 引山佳代                    |
| 第10回   |          |              | 傳承的琶音         |              | 太田稔                     | 太田稔 北之原孝將          | 岡村公平                    |
| 第11回   |          |              | 邁向未來的管弦樂隊 |              | 北之原孝將                 | 北之原孝將                 | 丸木宣明                    |
| 第12回   |          |              | 最後的獨奏者       |              | 小川太一                   | 山村卓也                   | 引山佳代 高橋真梨子         |
| 最終回   |          |              | 傳承的旋律         |              | 石原立也                   | 石原立也 岡村公平          | 池田和美、門脇未來 丸木宣明 |

### 播放電視台

#### 日本国内
日本深夜動畫：下文記載的日本国内播放時間使用日本標準時間（UTC+9）表示。因為部分時間标识會採用30小时制，因此請留意这类超过24:00的时间，其實際播放時間為翌日清晨。
| 播放地區   | 播放電視台     | 播放日期                | 播放時間                  | 備註       |
| 第1期      | 第1期          | 第1期                   | 第1期                     | 第1期      |
| ---------- | -------------- | ----------------------- | ------------------------- | ---------- |
| 東京都     | TOKYO MX       | 2015年4月7日－6月30日   | 星期二 24時30分－25時00分 |            |
| 兵庫縣     | SUN電視台      | 2015年4月7日－6月30日   | 星期二 24時30分－25時00分 |            |
| 京都府     | KBS京都        | 2015年4月7日－6月30日   | 星期二 24時30分－25時00分 |            |
| 愛知縣     | 愛知電視台     | 2015年4月7日－6月30日   | 星期二 25時35分－26時05分 |            |
| 日本全國   | BS11           | 2015年4月8日－7月1日    | 星期三 24時00分－24時30分 | 『ANIME+』 |
| 日本全國   | AT-X           | 2015年4月10日－7月3日   | 星期五 23時00分－23時30分 | 有重播     |
| 日本全國   | NICONICO直播   | 2015年4月11日－7月4日   | 星期六 23時00分－23時30分 |            |
| 日本全國   | NICONICO頻道   | 2015年4月11日－7月4日   | 星期六 23時00分 更新      |            |
| 日本全國   | DOCOMO动画商城 | 2015年4月12日－7月5日   | 星期日 12時00分 更新      |            |
| 日本全國   | 動畫放題       | 2015年4月12日－7月5日   | 星期日 12時00分 更新      |            |
| 日本全國   | U-NEXT         | 2015年4月19日－7月12日  | 星期日 12時00分 更新      |            |
| 日本全國   | 萬代頻道       | 2015年4月19日－7月12日  | 星期日 24時00分 更新      |            |
| 日本全國   | 動畫PASS       | 2015年4月23日－7月16日  | 星期四 12時00分 更新      |            |
| 神奈川縣   | 神奈川電視台   | 2016年7月3日－9月25日   | 星期日 25時30分－26時00分 |            |
| 第2期      |                |                         |                           |            |
| 東京都     | TOKYO MX       | 2016年10月5日－12月28日 | 星期三 24時00分－24時30分 |            |
| 神奈川縣   | 神奈川電視台   | 2016年10月5日－12月28日 | 星期三 25時00分－25時30分 |            |
| 愛知縣     | 愛知電視台     | 2016年10月5日－12月28日 | 星期三 26時05分－26時35分 |            |
| 近畿廣域圏 | 朝日放送       | 2016年10月5日－12月28日 | 星期三 26時14分－26時44分 |            |
| 日本全國   | BS11           | 2016年10月6日－12月29日 | 星期四 24時00分－24時30分 | 『ANIME+』 |
| 京都府     | KBS京都        | 2016年10月6日－12月29日 | 星期四 25時30分－26時00分 |            |
| 日本全國   | AT-X           | 2016年10月7日－12月30日 | 星期五 22時00分－22時30分 | 有重播     |

#### 日本国外
| 播放地區 | 播放電視台 | 播放日期                 | 播放時間                                  | 備註                                         |
| 第1期    | 第1期      | 第1期                    | 第1期                                     | 第1期                                        |
| -------- | ---------- | ------------------------ | ----------------------------------------- | -------------------------------------------- |
| 香港     | J2         | 2016年7月3日－9月25日    | 星期日 09時00分－09時30分                 | UTC+8 粵日雙語廣播 繁體中文字幕 藍光修正版本 |
| 第2期    |            |                          |                                           |                                              |
| 香港     | J2         | 2017年11月12日－12月30日 | 星期六／日（非賽馬日） 12時30分－13時30分 | 第2集起每星期連播兩集                        |

香港J2台2018年1月27日起，逢星期六日，上午七時半重播第1期，每次播放2集。

### 播映平台
| 播映地區         | 播映平台 | 播映日期                | 播映時間               | 備註   |
| 第1期            | 第1期    | 第1期                   | 第1期                  | 第1期  |
| ---------------- | -------- | ----------------------- | ---------------------- | ------ |
| 中國大陸         | 哔哩哔哩 | 2015年4月7日－6月30日   | 星期四 01:00（UTC+8）  | [ 55 ] |
| 第2期            |          |                         |                        |        |
| 台灣             | bilibili | 2016年10月5日－12月28日 | 星期四 01:00（UTC+8）  | [ 56 ] |
| 中國大陸         | 哔哩哔哩 | 2019年11月15日全集上架  | 2019年11月15日全集上架 | [ 57 ] |
| 第3期            |          |                         |                        |        |
| 中國大陸         | 哔哩哔哩 | 2024年4月7日－6月30日   | 星期日 18:00（UTC+8）  | [ 58 ] |
| 香港、澳門、台灣 | bilibili | 2024年4月7日－6月30日   | 星期日 18:00（UTC+8）  | [ 59 ] |

### BD / DVD
| 卷     | 發售日         | 收錄話         | 規格編號   | 規格編號   |
| 卷     | 發售日         | 收錄話         | BD         | DVD        |
| 第1期  | 第1期          | 第1期          | 第1期      | 第1期      |
| ------ | -------------- | -------------- | ---------- | ---------- |
| 1      | 2015年6月17日  | 第1話－第2話   | PCXE-50531 | PCBE-54861 |
| 2      | 2015年7月15日  | 第3話－第4話   | PCXE-50532 | PCBE-54862 |
| 3      | 2015年8月19日  | 第5話－第6話   | PCXE-50533 | PCBE-54863 |
| 4      | 2015年9月16日  | 第7話－第8話   | PCXE-50534 | PCBE-54864 |
| 5      | 2015年10月21日 | 第9話－第10話  | PCXE-50535 | PCBE-54865 |
| 6      | 2015年11月18日 | 第11話－第12話 | PCXE-50536 | PCBE-54866 |
| 7      | 2015年12月16日 | 第13話、番外篇 | PCXE-50537 | PCBE-54867 |
| 劇場版 | 2016年9月7日   | 總集篇劇場版   | PCXE-50649 | PCBE-55335 |
| BDBOX  | 2019年3月20日  | 第1話－第12話  |            | 不適用     |
| 第2期  |                |                |            |            |
| 1      | 2016年12月21日 | 第1話          | PCXE-50711 | PCBE-55531 |
| 2      | 2017年1月18日  | 第2話－第3話   | PCXE-50712 | PCBE-55532 |
| 3      | 2017年2月15日  | 第4話－第5話   | PCXE-50713 | PCBE-55533 |
| 4      | 2017年3月15日  | 第6話－第7話   | PCXE-50714 | PCBE-55534 |
| 5      | 2017年4月19日  | 第8話－第9話   | PCXE-50715 | PCBE-55535 |
| 6      | 2017年5月17日  | 第10話－第11話 | PCXE-50716 | PCBE-55536 |
| 7      | 2017年6月21日  | 第12話－第13話 | PCXE-50717 | PCBE-55537 |
| 劇場版 | 2018年3月7日   | 總集篇劇場版   | PCXE-50807 | PCBE-55847 |
| BDBOX  | 2019年4月3日   | 第1話－第12話  |            | 不適用     |
| 第3期  |                |                |            |            |
| 1      | 2024年6月26日  | 第1話－第3回   | PCXE-53361 | PCBE-56551 |
| 2      | 2024年7月31日  | 第4話－第5話   | PCXE-53362 | PCBE-56552 |
| 3      | 2024年8月28日  | 第6話－第7話   | PCXE-53363 | PCBE-56553 |
| 4      | 2024年9月25日  | 第8話－第9話   | PCXE-53364 | PCBE-56554 |
| 5      | 2024年10月30日 | 第10話－第11話 | PCXE-53365 | PCBE-56555 |
| 6      | 2024年11月27日 | 第12話－第13話 | PCXE-53366 | PCBE-56556 |

### 映像特典
《管樂團的日常》（吹奏楽部の日常），收录于BD/DVD中。
| 話數  | 日文標題 | 中文標題                   | 劇本     | 分鏡       | 演出              | 作畫監督          |
| 第1期 | 第1期    | 第1期                      | 第1期    | 第1期      | 第1期             | 第1期             |
| ----- | -------- | -------------------------- | -------- | ---------- | ----------------- | ----------------- |
| SP1   |          | 把樂器清掃乾淨pho！        | 田中敦子 | 石原立也   | 石原立也          | 丸木宣明          |
| SP2   |          | 討厭這樣的暱稱tu！         | 田中敦子 | 石原立也   | 石原立也 山田尚子 | 瀨崎利惠          |
| SP3   |          | 吹奏樂部男生的日常bone！   | 田中敦子 | 石原立也   | 石原立也          | 秋竹齊一          |
| SP4   |          | 低音號小子是白馬王子bass！ | 田中敦子 | 山田尚子   | 山田尚子          | 瀨崎利惠          |
| SP5   |          | 每天都充滿了危險pho！      | 田中敦子 | 石原立也   | 石原立也          | 瀨崎利惠 秋竹齊一 |
| SP6   |          | 瀧老師的秘密pho！          | 田中敦子 | 石原立也   | 河浪榮作          | 瀨崎利惠          |
| SP7   |          | 移調樂器是什麼tu！         | 田中敦子 | 石原立也   | 河浪榮作          | 瀨崎利惠 丸木宣明 |
| 第2期 |          |                            |          |            |                   |                   |
| SP1   |          | 煙火大會一起來kiss吧!      | 田中敦子 | 石原立也   | 北之原孝將        | 瀬崎利恵 明見裕子 |
| SP2   |          | 一起去泳池吧!              | 田中敦子 | 石原立也   | 北之原孝將        | 西屋太志          |
| SP3   |          | 一起穿女僕裝吧!            | 田中敦子 | 石原立也   | 北之原孝將        | 瀬崎利恵          |
| SP4   |          | 一起去文化祭戰鬥吧!        | 田中敦子 | 北之原孝將 | 北之原孝將        | 池田晶子          |
| SP5   |          | 一起看飛翔的瀧老師吧!      | 田中敦子 | 北之原孝將 | 北之原孝將        | 池田晶子          |
| SP6   |          | 一起來當畫家吧!            | 田中敦子 | 北之原孝將 | 北之原孝將        | 池田晶子          |
| SP7   |          | 一起躺著睡覺吧!            | 田中敦子 | 北之原孝將 | 北之原孝將        | 池田晶子          |

### CD
| 發行日期       | 標題                                   | 備註                 |
| -------------- | -------------------------------------- | -------------------- |
| 2015年4月22日  | DREAM SOLISTER（主唱：TRUE）           | 第1期TV版片頭曲      |
| 2015年5月13日  | （主唱：北宇治四重奏）                 | 第1期TV版片尾曲      |
| 2015年7月1日   | 角色專輯Vol.1 黃前久美子（黑澤朋世）   |                      |
| 2015年7月8日   |                                        | 第1期TV版OST         |
| 2015年7月8日   | 角色專輯Vol.2 加藤葉月（朝井彩加）     |                      |
| 2015年7月15日  | 角色專輯Vol.3 川島綠輝（豐田萌繪）     |                      |
| 2015年7月22日  | 角色專輯Vol.4 高坂麗奈（安濟知佳）     |                      |
| 2015年8月19日  | 電視動畫《吹響吧！上低音號》廣播劇CD   | 廣播劇CD             |
| 2015年8月19日  | 電視動畫《吹響吧！上低音號》廣播CD「」 | 廣播CD               |
| 2016年4月27日  | Reflection of youthful music           | 第1期總集篇劇場版OST |
| 2016年10月12日 | サウンドスケープ（主唱：TRUE）         | 第2期TV版片頭曲      |
| 2016年11月2日  | ヴィヴァーチェ！（主唱：北宇治四重奏） | 第2期TV版片尾曲      |
| 2017年1月11日  | おんがくエンドレス                     | 第2期TV版OST         |
| 2017年9月27日  | The only melody                        | 第2期總集篇劇場版OST |
| 2018年4月25日  | Songbirds（主唱：Homecomings）         | 第3期劇場版1 主題曲  |
| 2018年4月25日  | girls,dance,staircase                  | 第3期劇場版1 OST     |
| 2019年4月17日  | Blast!（主唱：TRUE）                   | 第3期劇場版2 主題曲  |
| 2019年5月22日  | The Endless Melody                     | 第3期劇場版2 OST     |

## 電影
《吹响》在2016年4月23日和2017年9月30日分别上映两季动画相对应的总集篇电影，而后在2018年以及2019年上映续作电影《莉茲與青鳥》和《誓言的終章》。

### 莉茲與青鳥

电影海报

《莉茲與青鳥》改編自原作《波亂的第二樂章》，由山田尚子执导。故事圍繞在高中樂隊吹奏雙簧管的鎧塚霙和吹奏長笛的傘木希美2人展開，描寫他們在高中三年級挑戰「高中時代最後競賽」的青春故事。
在谈到为什么电影名没有冠上《吹响》，山田表示一是希望做出一部即使不了解《吹响》的观众也能喜欢的作品，二是因为《莉茲與青鳥》的内容是以霙和希美为中心，具有与《吹响》原标题不相同的重要意义。
主題曲
「Songbirds」
作詞：福富優樹，作曲、編曲、主唱：Homecomings

### 吹响吧！上低音号～誓言的终章～
以升入高中2年級的黃前久美子為主軸，全新製作的故事。
本作由石原立也擔任導演。
公開日期延期至2019年春。

## 评价与影响

### 電視動畫
在銅管樂專業人士中，本作的動畫化普獲好評。有吹奏經驗者的觀眾在Twitter上表示「看著動畫，彷彿重溫銅管樂隊時代的痛苦」、「這個有這個有」之類的意見，動畫的描述正如現實寫照。日本管樂器專業雜誌的官方Twitter評論「對於有吹奏經驗者來說，台詞與演出節奏都恰如其分。這是一部很厲害的動畫。」
儘管小眾題材人氣較低，在《Newtype》動畫獎2014-2015的期中調查僅為第14名，最終未入前10大。但在銅管樂職業圈中，本作帶動了小型樂器成為管樂代表、上低音號晉身人氣樂器的變革風潮。
本作排名NHK日本動畫100評選的「最佳動畫100」第47名。

### 劇場版動畫
《吹响吧！上低音号～欢迎来到北宇治高中吹奏乐部～》獲選為第20屆日本新媒體動漫藝術節動畫部門的審査委員會推薦作品。
《吹响吧！上低音号～想要传达的旋律～》獲選為第21屆日本新媒體動漫藝術節動畫部門的審査委員會推薦作品。此外，獲得了專業人士的積極迴響：
- 指揮家下野龍也（日语：下野竜也），對劇中演奏會的寫實度感到吃驚，他指出：「以往的動畫，拿取樂器的方式都很奇怪，演奏畫面也常常失調。但在這部電影中，所有的演奏指法與樂聲都能完美匹配。其罕見，可說是自的鋼琴演奏以來的唯一。[71]」
- 動畫導演新海誠指出，本作「不論是腳本、作畫、音樂、顏色、攝影、聲優演技全都非常精彩，相當完美。儘管我是第一次看《吹響吧！上低音號》的動畫作品，卻完全沒有觀賞障礙，出色得令人驚異！」「這是一部完美的青春電影，太厲害了！[72]」

## 外部連結
- 小說《吹響吧！上低音號～歡迎加入北宇治高中管樂團～》│寶島社（页面存档备份，存于）（日語）
- 漫畫《吹響吧！上低音號～歡迎加入北宇治高中管樂團～》│這本漫畫真厲害！WEB（页面存档备份，存于）（日語）
- 電視動畫《吹響吧！上低音號》官方網站（页面存档备份，存于）（日語）
- 電視動畫《吹響吧！上低音號2》官方網站（页面存档备份，存于）（日語）
- 電視動畫《吹響吧！上低音號3》官方網站 （页面存档备份，存于）（日語）
- 劇場版《吹響吧！上低音號～歡迎加入北宇治高中管樂團～》官方網站（页面存档备份，存于）（日語）
- 劇場版《吹響吧！上低音號～想要傳達的旋律～》官方網站（页面存档备份，存于）（日語）
- 劇場版《莉茲與青鳥》官方網站（页面存档备份，存于）（日語）
- 劇場版《吹響吧！上低音號～誓言的终章～》官方網站（页面存档备份，存于）（日語）
- 動畫《吹響吧！上低音號》官方的X（前Twitter）（日語）
- 電影動畫《莉茲與青鳥》官方的X（前Twitter）（日語）